# 萬福寺 (飯能市)
萬福寺（まんぷくじ）は、埼玉県飯能市永田にある新義真言宗豊山派の寺院。山号は大黒山。院号は観音院。高麗三十三ヶ所観音札所の14番札所。万福寺とも表記される。

## 概要
本尊は聖観世音菩薩、ほか甲子大黒天、大聖歓喜天。観音像は行基の作であると伝えられ、ここから観音院と呼ばれる。大黒天は一般に永田の甲子様と呼ばれている。弘法大師（空海）が彫って安置したと伝えられ、ここから大黒山と号された。弘法大師作の大黒天は現存しないが、江戸時代末期の新門辰五郎の来寺以降に安置されたものが伝わっている。『飯能郷土史』によれば、安政（1854年 - 1860年）の遺物が多く、当時は江戸からも参詣人が来るほど信者が多かった。大聖歓喜天は1978年時点の現住職が奉持した。

## 歴史
開山年代不明。戦国時代末期に澄意が再興した。寛永4年（1627年）の鐘の銘に千木氏が天文11年（1542年）に再営したとあり、『新編武蔵国風土記稿』の永田村の項に中興開山の澄意は天正年間（1573年 - 1593年）に没したとある。紀州根来山清浄金剛院の末寺であったが、元禄10年（1697年）から江戸護国寺の末寺となった。慶安2年（1649年）に観音堂領3石の朱印を与えられた。
江戸時代は白鬚神社の別当を務めていた。『新編武蔵国風土記稿』には「萬福寺　大黒山と號す、新義真言宗、江戸護持院末なり」とある。『武蔵国郡村誌』の永田村の項には「万福寺　東西三十一間南北三十五間面積千八十五坪村の北方にあり新義真言宗東京護国寺の末派なり天正二年僧澄意再興す」とある。明治9年（1876年）の時点では、当寺に公立小学校があった。

## 境内
本堂、庫裡、山門、鐘楼、石燈籠。江戸時代中期の梵鐘があり、生類憐れみの令に関わる民話が伝えられている。

## 行事
『埼玉宗教名鑑』によれば、初甲子大黒祭（1月5日）、歓喜天縁日（9月16日）。『飯能市史』によれば、初甲子祭（1月）、12年目ごとに御開帳と甲子大黒天祭が行われる。